# ОШ „Стефан Немања” Ниш
ОШ „Стефан Немања” једна је од основних школа у Нишу. Налази се у улици Косовке девојке бб, у општини Пантелеј. Име је добила по Стефану Немањи, српском жупану и родоначелнику српске владарске династије Немањића.

## Историјат
Године 1971. ширењем насеља „Маршал Тито” се јавила потреба за изградњом основне школе. Нови објекат је требало изградити до 1. септембра 1972, а оснивач школе је Скупштина општине Ниш. Школа је уписана у судски регистар Окружног привредног суда у Нишу под називом Основна школа „Добросав Јовановић-Станко” 17. фебруара 1974. Школа је отпочела са радом 19. марта 1973, а практично је настала деобом ученика и наставног кадра ОШ „Његош” у Нишу. Након 2002. године, школа је променила и свој изглед. Поред редовног одржавања, школске 2004—2005. године, започело је опремање и уређење школе, почев од замене столарије, кречења учионица, сређивања подова у предшколском блоку, постављања тракастих завеса у учионицама, зелене табле су замењене белим. Извршена је комплетна реконструкција санитарних чворова и повећавао се број ученика. Променили су 25. марта 2002. назив у Основна школа „Стефан Немања”. Године 2011. је школа добила признање од Унеска и постављен је Стуб мира у атријуму школе. У међународном програму „Еко-школа” стекли су статус прве еко-школе у југоисточној Србији и региону 30. маја 2014. Учествовали су у пројекту „Образовање за права детета” 2022. године.